# アーマド・アジュテビ
アーマド・アジュテビ（Ahmad Ajtebi、1981年12月27日 - ）は、アラブ首長国連邦・ドバイを拠点に騎乗する騎手である。元競駝の騎手でもある。出生地はドバイ。姓はアジテビと表記される場合もある。また、アフマド・アジュテビと表記される場合もある。香港における名前の中文表記は「阿提比」。

## 来歴
競駝（ラクダレース）の調教師をしていた父の影響により6歳から14歳まで競駝の騎手として活躍していた。
2003年、ムハンマド・ビン＝ラーシド・アール＝マクトゥームの進言によりサラブレッドの騎手となることを決意し、その後はアイルランドやオーストラリアで見習騎手として騎乗していた。
2004年 / 2005年シーズンからはドバイで騎乗を開始し、ドバイの競馬のシーズンオフとなる夏場は南アフリカのマイケル・デ・コック厩舎を拠点に騎乗していた。
2006年 / 2007年シーズンの夏場からはニューマーケット競馬場を拠点とし、ブライアン・スマート厩舎やクライヴ・ブリテン厩舎の管理馬を中心に騎乗していた。
2008年 / 2009年シーズンからは当シーズンより開業したムバーラク・ビン・シャフヤー厩舎の管理馬を中心に騎乗し、2009年のドバイワールドカップミーティングではドバイデューティーフリーとドバイシーマクラシックを制する活躍を残した。

## 主な騎乗馬
- グラディアトラス（2009年ドバイデューティーフリー）
- イースタンアンセム（2009年ドバイシーマクラシック）

## エピソード
- 既婚者で子どもが4人いる。